# Boeremia
Boeremia Aveskamp, Gruyter & Verkley – rodzaj grzybów z klasy Dothideomycetes.

## Charakterystyka
Znane są głównie w postaci anamorf. Teleomorfy występują rzadko, tylko u jednego gatunku zaobserwowano tworzenie pseudotecjów. Anamorfa tworzy pyknidia o różnym kształcie i wielkości, ale przeważnie kuliste lub o kształcie zbliżonym do kulistego i powierzchni gładkiej, lub obrośniętej kilkoma strzępkami. Na podłożu hodowlanym rozwijają się na jego powierzchni, lub są zanurzone, występują pojedynczo, lub w grupach. Pyknidia zawierają od 1 do 3 porów, często wyniesionych na brodawce. Ściany pyknidiów są zbudowane z 2–8 warstw pseudoprenchymy, zewnętrzne z nich są brunatne. Komórki konidiotwórcze w postaci prostych, gładkich fialid o ampułkowatym lub beczkowatym kształcie. Konidia hialinowe (szkliste), o kształcie od elipsoidalnego do prawie kulistego, czasami kiełbaskowate, cienkościenne, gładkie, zazwyczaj jednokomórkowe, ale czasami powstają również większe konidia z 1–3 septami. W konidiach po kilka małych gutul. Chlamydospory nie powstają.
W 2022 r. opisano 23 gatunki. Są to patogeny roślin, najczęściej powodujące u nich plamistość liści i innych nadziemnych części pędów, zgorzel siewek i podstawy pędów oraz zgniliznę owoców. Wśród roślin uprawianych w Polsce powodują fomozę soi i fomozę ziemniaka.

## Systematyka i nazewnictwo
Pozycja w klasyfikacji według Index Fungorum: Didymellaceae, Pleosporales, Pleosporomycetidae, Dothideomycetes, Pezizomycotina, Ascomycota, Fungi.
Takson ten utworzyli Maikel M. Aveskamp, Johannes de Gruyter i Gerard J.M. Verkley w 2010 r. Należą do niego gatunki, które wcześniej zaliczane były do rodzaju Phoma.

## Niektóre gatunki
- Boeremia diversispora (Bubák) Aveskamp, Gruyter & Verkley 2010
- Boeremia exigua (Desm.) Aveskamp, Gruyter & Verkley 2010
- Boeremia hedericola (Durieu & Mont.) Aveskamp, Gruyter & Verkley 2010
- Boeremia foveata (Foister) Aveskamp, Gruyter & Verkley 2010
- Boeremia lycopersici  (Cooke) Aveskamp, Gruyter & Verkley 2010
- Boeremia strasseri (Moesz) Aveskamp, Gruyter & Verkley 2010